# 姫路市立余部小学校
姫路市立余部小学校（ひめじしりつ よべしょうがっこう）は、兵庫県姫路市余部区上余部に所在する公立小学校。

## 沿革
- 1891年（明治24年）11月 - 余部尋常小学校として創立。
- 1912年（明治45年）3月 - 余部尋常高等小学校と改称。
- 1941年（昭和16年）4月 - 国民学校令施行により、余部村立余部国民学校と改称。
- 1946年（昭和21年）3月1日 - 余部村が（旧）姫路市、飾磨市、白浜町、広畑町、網干町、大津村、勝原村とともに姫路市を新設し、姫路市立余部国民学校と改称。
- 1947年（昭和22年）4月1日 - 学校教育法施行により、姫路市立余部小学校と改称。
- 1979年（昭和54年）2月 - 現在地に移転。
- 1983年（昭和58年）4月 - 創意工夫育成学校として科学技術庁長官賞を受賞。

## 通学区域
余部区上川原、余部区上余部、余部区下余部。
- 余部区の全域が校区となる。また校区全域が姫路市立朝日中学校校区の一部となっている。
- 学校の西側を揖保川が流れる。川を挟んで西側でたつの市と接する。

## 通学区域が隣接している学校
- 姫路市立旭陽小学校
- 姫路市立網干小学校
- 姫路市立網干西小学校
- たつの市立御津小学校
- たつの市立揖保小学校
- 太子町立石海小学校